# Водная преграда
Водная преграда, водное препятствие — река, канал, озеро и водохранилище, лиман, фиорд, пролив и тому подобное, преодолеваемые войсками в ходе боевых действий или используемые ими при организации обороны.

## Характеристики водной преграды
Характер водной преграды это совокупность параметров определяющих водную преграду: ширина, скорость течения, глубина и профиль русла, высота и крутизна берегов, свойства грунта дна и берегов, наличие гидротехнических сооружений, наличие бродов, постоянных мостов, паромных переправ, местных плавсредств и судоходства.
В особых условиях характер водной преграды, кроме того, определяется: в паводок и при искусственных попусках — интенсивностью изменения ширины преграды, скорости течения и глубины; при ветровом волнении водной поверхности — его интенсивностью (балльностью); при ледоходе — его характером (шуга, сало, льдины), плотностью и распределением льда по ширине реки, размерами и толщиной льдин и скоростью течения; при ледоставе — толщиной, структурой и состоянием ледяного покрова, а также температурой воздуха.
Ширина водной преграды является главным фактором, характеризующим её как препятствие.
Классификация инженерных войск:
- очень узкие — до 40 метров;
- узкие — 40 — 100 метров;
- средние — 100 — 250 метров;
- широкие — 250 — 600 метров;
- крупные — 600 — 2000 метров;
- особо крупные — более 2000 метров.

Оперативно-тактическая классификация:
- полковые — до 40 метров;
- дивизионные — 40 — 100 метров;
- армейские — 100 — 200 метров;
- фронтовые — 200 — 600 метров;
- стратегические — более 600 метров.

Скорость течения водной преграды оказывает влияние на продолжительность рейсов переправочных средств, определяет возможность применения плавающих боевых машин и переправочных средств по условиям их управляемости на течении.
- слабое течение — до 1,0 м/с;
- среднее течение — 1,0 — 1,5 м/с;
- быстрое течение — 1,5 — 2,5 м/с;
- очень быстрое течение — свыше 2,5 м/с.

Глубина водной преграды определяет выбор способа переправы, возможность организации переправы танков по дну и возведения низководных и подводных мостов.
- мелкие — до 1,5 метров;
- глубокие — от 1,5 до 5 метров;
- очень глубокие — свыше 5 метров.

Крутизна берегов водных преград может ограничить использование различных переправочных средств и вызвать необходимость устройства съездов и выездов в крутых и обрывистых берегах.
- с пологими берегами — до 15°;
- с крутыми берегами — 15° — 25°;
- с обрывистыми берегами — свыше 25°.

Ветровое волнение на водных преградах при определенной степени его интенсивности (балльности), характеризуемой высотой, длиной волны и периодом её колебания, может значительно усложнить эксплуатацию переправочных средств или полностью исключить возможность их применения. При волнении свыше 2 баллов могут применяться только некоторые виды плавающих машин при их специальном оборудовании. Эксплуатация табельных переправочных средств инженерных войск при ветровом волнении более 3 баллов практически невозможна.
- 1 балл — длина волны до 5 метров, высота волны 0.25 метра:
- 2 балла — длина волны до 15 метров, высота волны 0.75 метра:
- 3 балла — длина волны до 25 метров, высота волны 1.25 метра:

Ледоход на водной преграде, даже при малой его плотности, вызывает значительные осложнения в применении переправочных средств. В условиях ледохода с плотностью от 0,2 до 0,4 необходима защита переправочных средств от льда, использование специальных способов передвижения по воде и проведение других дополнительных инженерных мероприятий. При плотности ледохода более 0,4 применение переправочных средств становится невозможным.
В ночных условиях снижается точность прицельного огня по переправляющимся войскам и переправочным средствам, увеличиваются сроки оборудования переправ, и усложняется их содержание, снижается пропускная способность переправ, возникает необходимость увеличения состава комендантской службы на переправах и применения специальных технических средств светового обеспечения, усложняется управление подразделениями, оборудующими и содержащими переправы.
Противник может усложнить условия преодоления водной преграды устройством минно-взрывных заграждений на водной преграде и её берегах, применением сплавных мин и устройством огневодных заграждений, а также созданием искусственных попусков в результате интенсивного сброса воды открытием затворов или разрушения гидротехнических сооружений, образованием зон затопления местности путём возведения временных плотин или разрушения ограждающих дамб, созданием зон заражения местности.